# Lethrus apterus
Lethrus apterus är en skalbaggsart som beskrevs av Erich Laxmann 1770. Lethrus apterus ingår i släktet Lethrus och familjen tordyvlar. Arten har ej påträffats i Sverige. Inga underarter finns listade i Catalogue of Life.

## Bildgalleri

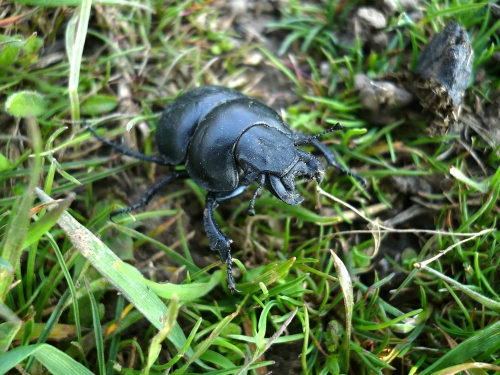